# Осада Павии (773—774)
Осада Павии (итал. Assedio di Pavia) — начавшаяся осенью 773 года и закончившаяся 4 июня 774 года успешная осада франками короля Карла Великого столицы Лангобардского королевства Павии; сдачей города и пленением находившегося там короля лангобардов Дезидерия завершилась последняя в истории франкско-лангобардская война.

## Исторические источники
Об осаде Павии 773—774 годов и связанных с нею событиях сообщается во многих исторических источниках каролингской эпохи. Среди них: франкские анналы, различные продолжения «Истории лангобардов» Павла Диакона, «Liber Pontificalis», «Жизнь Карла Великого» Эйнхарда, «История» Андрея Бергамского и «Деяния Карла Великого» Ноткера Заики.

## Предыстория

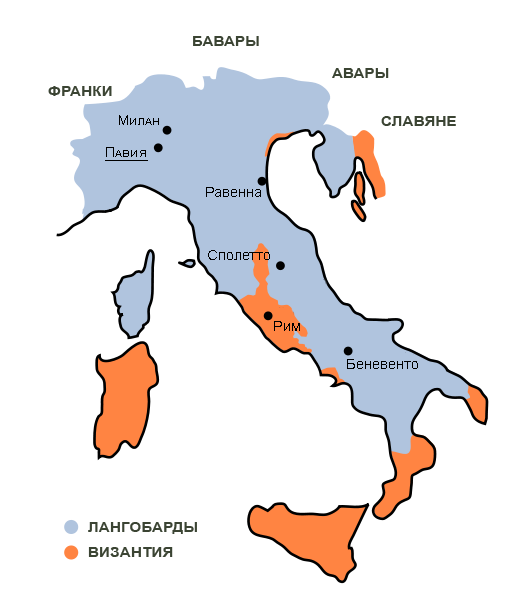
Лангобардское королевство в середине VIII века

После смерти в 768 году короля Пипина Короткого Франкское государство было разделено между его сыновьями: Карлом Великим и Карломаном. Однако уже вскоре те начали конфликтовать друг с другом. За поддержкой оба сына Пипина Короткого обратились к правителю лангобардов Дезидерию, который выдал за франкских королей своих дочерей: за Карломана — Гербергу, а за Карла Великого — неизвестную по имени, получившую условное имя Дезидерата. После смерти в 771 году Карломана единовластным правителем Франкского государства стал Карл Великий. Герберга бежала со своими малолетними детьми в Лангобардское королевство и Дезидерий стал поддерживать притязания своих внуков на владения их отца. Это привело к разрыву союза между правителями франков и лангобардов. Конфликт ещё больше обострился, когда страдавший от притеснений лангобардов папа римский Адриан I обратился к франкам за помощью и защитой. В ответ Карл Великий развёлся с Дезидератой, отослал её к отцу и стал готовиться к походу в Лангобардское королевство.

## Ход осады
В начале лета 773 года разделённая на две части армия франков выступила в поход против лангобардов. Одним войском командовал Карл Великий, другим — его дядя Бернар. Оба войска благополучно перешли Альпы. Узнав о вторжении франков, Дезидерий с лангобардским войском попытался перекрыть путь в Сузскую долину, но Карлу Великому удалось провести часть своих сил в тыл лангобардам. Опасаясь окружения, Дезидерий приказал войску возвращаться в Паданскую низменность. Отступление лангобардов переросло в бегство, во время которого франкам удалось убить многих из своих врагов. Это событие известно как сражение при Кьюзе. В результате, бо́льшая часть оставшихся в живых лангобардов вместе с королём укрылась в столице, городе Павия, меньшая, во главе с наследным принцем Адельхизом — в Вероне.
В сентябре возглавлявшееся Карлом Великим войско подошло к Павии и начало её осаду. Многочисленная франкская армия смогла полностью изолировать столицу Лангобардского королевства, но отсутствие у франков осадных орудий, которые невозможно было переправить через Альпы, не позволило Карлу Великому осуществить штурм хорошо укреплённой Павии. В результате правитель франков решил принудить горожан к сдаче долговременной осадой. Вероятно, этот план представлялся Карлу Великому осуществимым, в том числе, и из-за отказа наиболее влиятельных представителей лангобардской знати оказать военную помощь королю Дезидерию.
Отсутствие каких-либо активных антифранкских военных действий со стороны лангобардов позволило Карлу Великому одновременно с продолжением осады Павии отправить часть своего войска для подчинения Вероны. Этот город сдался после непродолжительной осады: Герберга и дети Карломана были переданы королю франков и о их судьбе больше ничего не известно, а Адельхиз бежал к византийцам в Константинополь. На Пасху 774 года Карл Великий смог покинуть ряды осаждавших и вместе с семьёй посетить папу Адриана I в Риме.
Вскоре после возвращения Карла Великого к Павии в городе начались голод и эпидемия. В результате изнурённые десятимесячной осадой жители столицы Лангобардского государства во главе со своим королём сдали город франкам. 4 июня Дезидерий прибыл в лагерь Карла Великого и отдал себя на волю победителя. По приказу франкского короля бывший правитель лангобардов, его жена Анса и дочь (возможно, Дезидерата) были отправлены во Франкию и разосланы по местным монастырям.

## Последствия
Уже 5 июня 774 года Карл Великий принял титул «король франков и лангобардов» (лат. rex Francorum et Langobardorum). Так прекратило существование основанное в 569 году Альбоином Лангобардское королевство, с того времени ставшее частью Франкского государства. Включение большей части Апеннинского полуострова во владения Карла Великого ещё больше укрепило связи Каролингов с папством.